# Andrea Cosentino
Andrea Cosentino (Chieti, 1967) è un drammaturgo italiano, attivo in teatro anche come attore e regista.

## Biografia
Da giovanissimo frequenta una scuola di prosa, ma si indirizza ben presto verso il teatro di ricerca, frequentando – tra gli altri – anche un laboratorio con Dario Fo presso la Libera Università di Alcatraz di Gubbio. Sempre durante l'apprendistato, si trasferisce a Parigi, dove segue l'insegnamento di “teatro gestuale” di Philippe Gaulier della scuola mimica e clownesca di Jacques Lecoq: si tratta di un insegnamento fondamentale per i suoi futuri lavori, in cui il racconto (l'esposizione verbale di una storia) si accompagna infatti a una certa espressività pantomimica.
È autore ed attore di vari spettacoli a-solo tra cui si ricorda La tartaruga in bicicletta in discesa va veloce' (1998), Antò le Momò (2000), L'Asino albino (2004) e Angelica (2005). Questi ultimi due spettacoli sono stati pubblicati da Editoria&Spettacolo.
Nel corso della sua carriera ha anche lavorato – in veste di attore – con diverse compagnie: il Drammateatro, il Lanciavicchio, Ruotalibera di Roma e le Compagnie dei registi Massimiliano Civica, Luca Ricci (CapoTrave) e Roberto Castello (Aldes). Si è laureato all'università La Sapienza di Roma con una tesi sui “maggi” e sulle improvvisazioni in ottava rima della campagna toscana, poi confluita nel volume La scena dell'osceno, Odradek edizioni, 1998.
Nell'estate 2007 ha presentato Antò le Momò. Avanspettacolo della crudeltà: una pièce, secondo la poetica dell'autore-attore, fondata su di un bailamme caotico tra comico e tragico, con parodie di Artaud e di vecchie contadine, delle fiction televisive e della cretineria contemporanea (la strage di Erba).
Nei suoi monologhi il comico ed il tragico si fondono, con l'intento di scandagliare le verità più amare ed inconfessabili della società e della vita umana. Mette in scena un campionario parodico di stereotipi sociali dell'"Italietta" contemporanea, ma la sua satira non si limita alla facile caricatura, arricchendosi secondo alcuni di intenti metafisici, filosofici ed esistenziali tanto che alcuni dei personaggi che evoca finiscono per acquisire una dimensione poetica inaspettata ed inconsapevole.
Si è soliti ascrivere la sua produzione al teatro di narrazione: Cosentino apparterrebbe dunque alla cosiddetta "seconda generazione" della narrazione, insieme con Ascanio Celestini, Giulio Cavalli, Davide Enia, Mario Perrotta. Tuttavia Cosentino arricchisce e fonde il narrare scenico con una performatività derivata dal cabaret televisivo (non a caso ha anche partecipato alla trasmissione TV di Italia 1 Ciro presenta Visitor). In questo, il suo lavoro sembra piuttosto accostarsi a quella "non-scuola romana" cui alcuni hanno ascritto anche Daniele Timpano ed autori-attori eclettici come il pugliese Oscar De Summa.
Negli ultimi anni ha iniziato un lavoro sperimentale di ricerca sul rapporto fra televisione e cultura popolare attraverso il format Telemomò. Tale ipotesi di fake televisivo è l'elemento costitutivo dell'ultima fase del percorso artistico di Cosentino, iniziata con Antò le momò e giunta a piena maturità con La festa del Paparacchio. Quest'ultima ha costituito una interessante innovazione di linguaggio andandosi a costruire come una festa popolare a tutti gli effetti, portata in diversi paesi e piccoli comuni italiani e realizzata seguendo gli schemi dei collegamenti televisivi che quotidianamente vanno a riscoprire gli aspetti folclorici della "provincia italiana". La particolarità della Festa del Paparacchio è tuttavia il fatto che le tradizioni esposte di fronte agli stessi paesani siano tutte smaccatamente fasulle e prodotte in un'ottica di uso e consumo di un ipotetico collegamento televisivo. In questo senso Cosentino crea una partecipazione meta-identitaria fra un paese che esiste e che partecipa alla festa e un paese che non esiste ma che è la rappresentazione televisiva di quello stesso luogo reale in cui l'evento si svolge. Per la realizzazione di questo evento Cosentino ha collaborato con altri artisti visivi, teatranti e musicisti tra cui Gian Maria Tosatti e Gaspare Balsamo. Di rilievo la sua collaborazione con il compositore italiano Fabrizio De Rossi Re per il progetto di teatro musicale "Rimbambimenti"(dalla fisica quantistica al morbo di Alzheimer)
Nel 2018 vince il Premio Ubu speciale per il progetto "Telemomò", una televisione a filiera corta, ecologia, autarchica e interattiva" (come la definisce il suo autore), ovvero un format ultradecennale, che compare per la prima volta nello spettacolo "Angelica" (2005) e che torna periodicamente in molti suoi lavori successivi.